# Sesonk (Ámon-főpap)
Sesonk ókori egyiptomi pap volt, Ámon thébai főpapja a XXII. dinasztia idején.
I. Oszorkon fáraó legidősebb fia volt, anyja Maatkaré, II. Paszebahaenniut főpap lánya. Sesonk apja uralkodása alatt szolgált thébai Ámon-főpapként, ami a legfontosabb papi pozíció volt Felső-Egyiptomban, viselője befolyásban közvetlenül az uralkodó után következett. Sesonkot Kenneth Kitchen brit egyiptológus azonosnak tartotta II. Sesonk fáraóval, és úgy vélte, társuralkodó volt apja mellett. Ezt egy, a British Museumban őrzött Nílus-istenszoborra alapozza, melyen Sesonkot I. Oszorkon és Maatkaré fiaként azonosítják; a szobron a Két Föld urának nevezik, valamint Ámon kedveltjének – utóbbi cím kártusban szerepel, ami általában a hercegeknek nem járt. A szobron szereplő szövegben azonban uralkodói nevet nem említenek, és az, hogy herceg nevét kártusba írják, ha ritkán is, de előfordult már az egyiptomi történelem más szakaszaiban is, például I. Thotmesz fiánál, Amenmosze hercegnél. A szobor lábának oldalán Sesonkot csak főpapként említik, nem királyként. Sesonk három ismert felesége közül egyik sem címezte magát királynénak, és három gyermeke közül egyik sem említette apját királyi címek kíséretében saját temetkezési kellékeiken; sem Oszorkon pap, akinek papirusza ma a szentpétervári múzeumban található, sem Harsziésze, aki később fáraó lett és egy Bész-szobrot szentelt apja emlékének (ma a durhami múzeumban). Ezen is minden királyi cím nélkül, csak Ámon első prófétájaként említik. Amennyiben Sesonk uralkodott volna, fia minden bizonnyal megemlítette volna ezt a tényt. II. Sesonk sírjában emellett sehol nem említik I. Oszorkont, ami valószínűtlen lenne, amennyiben valóban Oszorkon fia lenne, aki hamarabb halt meg apjánál, és így apja temette el; II. Sesonkon kívül a sírban kizárólag I. Sesonkot említik. A XXII. dinasztia többi uralkodója, például I. Takelot, megemlítik szüleiket temetkezési kellékeiken.
II. Sesonk származása bizonytalan; lehetséges, hogy I. Sesonk egy fiatalabb fia volt. Egyes tudósok, például Jürgen von Beckerath és Norbert Dautzenberg úgy tartják, Sesonk főpap is uralkodott, de hatalma Thébára és Felső-Egyiptomra terjedt ki, és Maatheperré Sesonk volt az uralkodói neve, ez megkülönbözteti az Alsó-Egyiptomban kormányzó II. Hekaheperré Sesonktól.
Sesonk főpapot valószínűleg öccse, Iuwlot követte a főpapi székben. Fia, Harsziésze később királyként kormányozta Felső- és Közép-Egyiptomot.

## Fordítás
- Ez a szócikk részben vagy egészben  a   Shoshenq C című angol Wikipédia-szócikk ezen változatának fordításán alapul.  Az eredeti cikk szerkesztőit annak laptörténete sorolja fel. Ez a jelzés csupán a megfogalmazás eredetét és a szerzői jogokat jelzi, nem szolgál a cikkben szereplő információk forrásmegjelöléseként.